# Oberea moravica
Oberea moravica  (лат.) — вид жесткокрылых из семейства усачей.

## Распространение
Распространён в Австрии, Чехии, Словении, Молдавии и Украине.

## Описание
Жук длиной от 13 до 19 мм.